# Blend (thé)
 (signalé en août 2025).
Si vous disposez d'ouvrages ou d'articles de référence ou si vous connaissez des sites web de qualité traitant du thème abordé ici, merci de compléter l'article en donnant les références utiles à sa vérifiabilité et en les liant à la section « Notes et références ».
- Archive Wikiwix
- Bing
- Cairn
- DuckDuckGo
- E. Universalis
- Gallica
- Google
- G. Books
- G. News
- G. Scholar
- Persée
- Qwant
- (zh) Baidu
- (ru) Yandex
- (wd) trouver des œuvres sur Wikidata

Pour l’article homonyme, voir Blend.

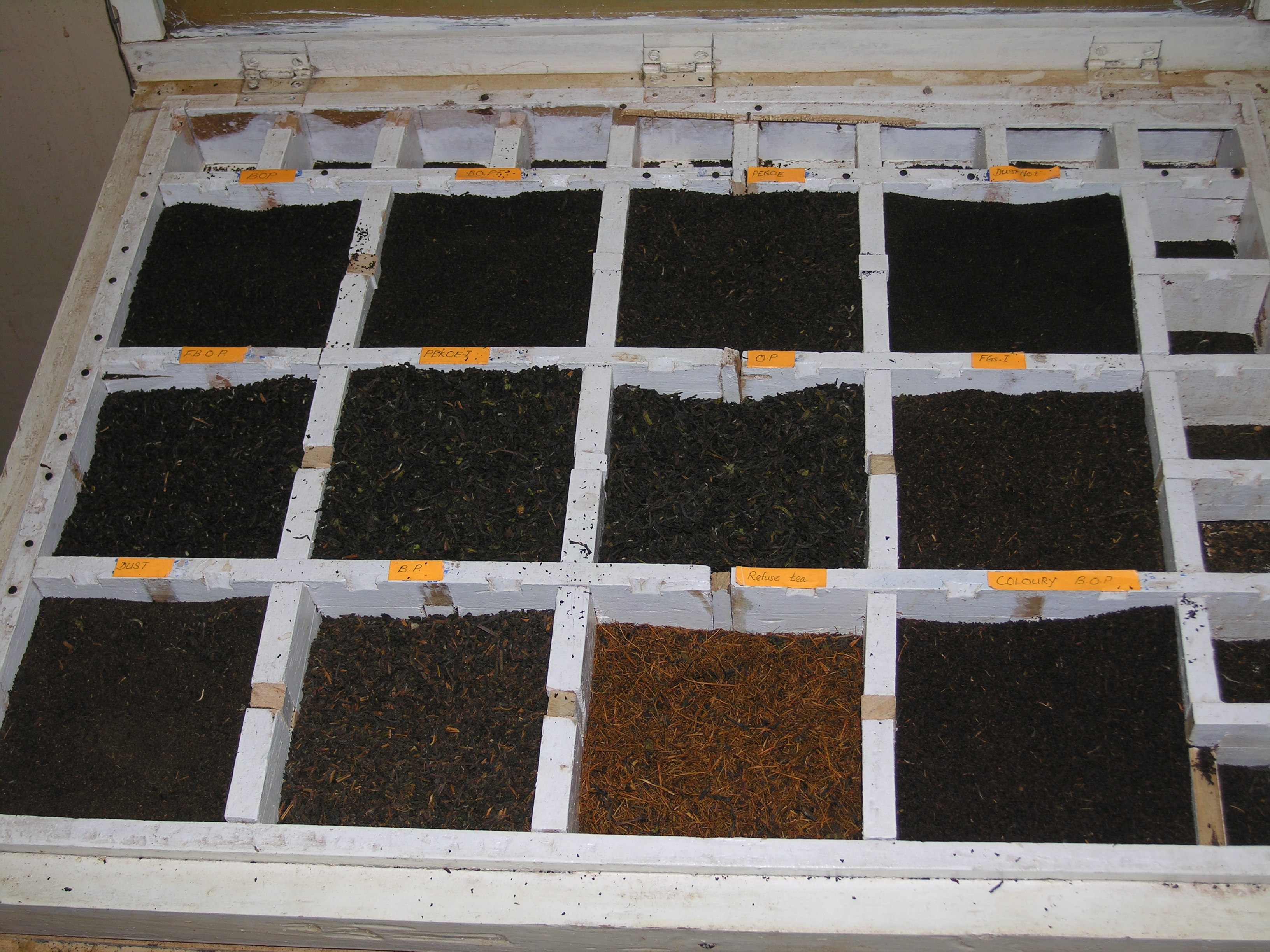
Différentes variétés de thé du Sri Lanka

Un blend est un mélange de différentes variétés de thé, dans le but de créer un parfum particulier, bien équilibré, en combinant des thés de différentes origines et saveurs. Le procédé a également pour conséquence de lisser les différences de qualité d’un même jardin d’une année à l’autre. La plupart des blends sont obtenus à partir de thé noir, mais on peut aussi y trouver des pu-erh ou des thés fumés. Pratiquement tous les thés vendus en sachets sont des blends.
Les blends traditionnellement consommés au petit-déjeuner sont robustes et corsés, tel l’English breakfast, l’Irish breakfast (en) et le Scottish breakfast. Les blends plus légers, comme le Prince de Galles, sont généralement préférés pour l’après-midi, bien que ces considérations soient dépourvues de fondements scientifiques.